# Золотой глобус (премия, 1995)
52-я церемония вручения наград премии «Золотой глобус»

21 января 1995 года
Лучший фильм (драма): 

«Форрест Гамп»
Лучший фильм (комедия или мюзикл): 

«Король Лев»
Лучший драматический сериал: 

«Секретные материалы»
Лучший сериал (комедия или мюзикл): 

«Без ума от тебя» и «Фрейзер»
Лучший мини-сериал или фильм на ТВ: 

«Огненный сезон»
< 51-я Церемонии вручения 53-я >
52-я церемония вручения наград премии «Золотой глобус» за заслуги в области кинематографа и телевидения за 1994 год состоялась 21 января 1995 года в Beverly Hilton Hotel (Лос-Анджелес, Калифорния, США).
Лучшим драматическим фильмом была объявлена картина Роберта Земекиса «Форрест Гамп». В категории «Лучший фильм — комедия или мюзикл» победу одержал полнометражный анимационный фильм «Король Лев», студии Walt Disney. Том Хэнкс второй год подряд был признан лучшим драматическим актёром.

## Список лауреатов и номинантов
• Победители выделены отдельным цветом. 

### Игровое кино
Количество наград/номинаций:
- 3/7: «Форрест Гамп»
- 1/6: «Криминальное чтиво»
- 3/4: «Король Лев»
- 1/4: «Четыре свадьбы и одни похороны»
- 0/4: «Легенды осени» / «Телевикторина»
- 1/3: «Эд Вуд»
- 0/3: «Нелл» / «Джуниор»
- 0/2: «Высокая мода» / «Приключения Присциллы, королевы пустыни» / «Побег из Шоушенка» / «Дикая река» / «Интервью с вампиром»
- 1/1: «Голубое небо» / «Правдивая ложь» / «Пули над Бродвеем» / «Фаринелли-кастрат»

| Категории                                | Лауреаты и номинанты | Лауреаты и номинанты                                                                 |
| ---------------------------------------- | --- | ------------------------------------------------------------------------------------ |
| Лучший фильм (драма)                     | • Форрест Гамп / Forrest Gump (Венди Файнерман)                                                                              | • Форрест Гамп / Forrest Gump (Венди Файнерман)                                      |
| Лучший фильм (драма)                     | • Легенды осени / Legends of the Fall (Патрик Краули)                                                                        |                                                                                      |
| Лучший фильм (драма)                     | • Нелл / Nell (Джоди Фостер)                                                                                                 |                                                                                      |
| Лучший фильм (драма)                     | • Криминальное чтиво / Pulp Fiction (Лоренс Бендер)                                                                          |                                                                                      |
| Лучший фильм (драма)                     | • Телевикторина / Quiz Show (Майкл Джейкобс)                                                                                 |                                                                                      |
| Лучший фильм (комедия или мюзикл)        | • Король Лев (м/ф) / The Lion King                                                                                           | • Король Лев (м/ф) / The Lion King                                                   |
| Лучший фильм (комедия или мюзикл)        | • Высокая мода / Prêt-à-Porter / Ready to Wear                                                                               |                                                                                      |
| Лучший фильм (комедия или мюзикл)        | • Эд Вуд / Ed Wood |                                                                                      |
| Лучший фильм (комедия или мюзикл)        | • Приключения Присциллы, королевы пустыни / The Adventures of Priscilla, Queen of the Desert                                 |                                                                                      |
| Лучший фильм (комедия или мюзикл)        | • Четыре свадьбы и одни похороны / Four Weddings and a Funeral                                                               |                                                                                      |
| Лучший режиссёр                          | | • Роберт Земекис за фильм «Форрест Гамп»                                             |
| Лучший режиссёр                          | • Роберт Редфорд — «Телевикторина»                                                                                           |                                                                                      |
| Лучший режиссёр                          | • Оливер Стоун — «Прирождённые убийцы»                                                                                       |                                                                                      |
| Лучший режиссёр                          | • Квентин Тарантино — «Криминальное чтиво»                                                                                   |                                                                                      |
| Лучший режиссёр                          | • Эдвард Цвик — «Легенды осени»                                                                                              |                                                                                      |
| Лучшая мужская роль (драма)              | | • Том Хэнкс — «Форрест Гамп» (за роль Форреста Гампа)                                |
| Лучшая мужская роль (драма)              | • Морган Фримен — «Побег из Шоушенка» (за роль Эллиса Бойда «Рэда» Рэддинга)                                                 |                                                                                      |
| Лучшая мужская роль (драма)              | • Пол Ньюман — «Без дураков» (за роль Дональда «Салли» Салливана)                                                            |                                                                                      |
| Лучшая мужская роль (драма)              | • Брэд Питт — «Легенды осени» (за роль Тристана Ладлоу)                                                                      |                                                                                      |
| Лучшая мужская роль (драма)              | • Джон Траволта — «Криминальное чтиво» (за роль Винсента Вега)                                                               |                                                                                      |
| Лучшая женская роль (драма)              | | • Джессика Лэнг — «Голубое небо» (за роль Карли Маршалл)                             |
| Лучшая женская роль (драма)              | • Джоди Фостер — «Нелл» (за роль Нелл Келлти)                                                                                |                                                                                      |
| Лучшая женская роль (драма)              | • Дженнифер Джейсон Ли — «Миссис Паркер и порочный круг» (за роль Дороти Паркер)                                             |                                                                                      |
| Лучшая женская роль (драма)              | • Миранда Ричардсон — «Том и Вив» (за роль Вивьенн Хей-Вуд)                                                                  |                                                                                      |
| Лучшая женская роль (драма)              | • Мерил Стрип — «Дикая река» (за роль Гэйл Хартман)                                                                          |                                                                                      |
| Лучшая мужская роль (комедия или мюзикл) | | • Хью Грант — «Четыре свадьбы и одни похороны» (за роль Чарльза)                     |
| Лучшая мужская роль (комедия или мюзикл) | • Джим Керри — «Маска» (за роль Стэнли Ипкисса / Маски)                                                                      |                                                                                      |
| Лучшая мужская роль (комедия или мюзикл) | • Джонни Депп — «Эд Вуд» (за роль Эда Вуда)                                                                                  |                                                                                      |
| Лучшая мужская роль (комедия или мюзикл) | • Арнольд Шварценеггер — «Джуниор» (за роль доктора Алекса Хессе)                                                            |                                                                                      |
| Лучшая мужская роль (комедия или мюзикл) | • Теренс Стэмп — «Приключения Присциллы, королевы пустыни» (за роль Ральфа Уэйта)                                            |                                                                                      |
| Лучшая женская роль (комедия или мюзикл) | | • Джейми Ли Кёртис — «Правдивая ложь» (за роль Хелен Таскер)                         |
| Лучшая женская роль (комедия или мюзикл) | • Джина Дэвис — «Безмолвие» (за роль Джулии Манн)                                                                            |                                                                                      |
| Лучшая женская роль (комедия или мюзикл) | • Энди Макдауэлл — «Четыре свадьбы и одни похороны» (за роль Кэрри)                                                          |                                                                                      |
| Лучшая женская роль (комедия или мюзикл) | • Ширли Маклейн — «Телохранитель Тесс» (за роль Тесс Карлайл)                                                                |                                                                                      |
| Лучшая женская роль (комедия или мюзикл) | • Эмма Томпсон — «Джуниор» (за роль доктора Дианы Реддин)                                                                    |                                                                                      |
| Лучший актёр второго плана               | | • Мартин Ландау — «Эд Вуд» (за роль Белы Лугоши)                                     |
| Лучший актёр второго плана               | • Кевин Бэйкон — «Дикая река» (за роль Уэйда)                                                                                |                                                                                      |
| Лучший актёр второго плана               | • Сэмюэл Л. Джексон — «Криминальное чтиво» (за роль Джулса Уиннфилда)                                                        |                                                                                      |
| Лучший актёр второго плана               | • Гэри Синиз — «Форрест Гамп» (за роль лейтенанта Дэна Тэйлора)                                                              |                                                                                      |
| Лучший актёр второго плана               | • Джон Туртурро — «Телевикторина» (за роль Герберта Стемпла)                                                                 |                                                                                      |
| Лучшая актриса второго плана             | | • Дайан Уист — «Пули над Бродвеем» (за роль Хелен Синклер)                           |
| Лучшая актриса второго плана             | • Кирстен Данст — «Интервью с вампиром» (за роль Клодии)                                                                     |                                                                                      |
| Лучшая актриса второго плана             | • Софи Лорен — «Высокая мода» (за роль Изабеллы де ла Фонтен)                                                                |                                                                                      |
| Лучшая актриса второго плана             | • Робин Райт — «Форрест Гамп» (за роль Дженни Каррен)                                                                        |                                                                                      |
| Лучшая актриса второго плана             | • Ума Турман — «Криминальное чтиво» (за роль Мии Уоллес)                                                                     |                                                                                      |
| Лучший сценарий                          | | • Квентин Тарантино — «Криминальное чтиво»                                           |
| Лучший сценарий                          | • Пол Аттанасио — «Телевикторина»                                                                                            |                                                                                      |
| Лучший сценарий                          | • Ричард Кёртис — «Четыре свадьбы и одни похороны»                                                                           |                                                                                      |
| Лучший сценарий                          | • Фрэнк Дарабонт — «Побег из Шоушенка»                                                                                       |                                                                                      |
| Лучший сценарий                          | • Эрик Рот — «Форрест Гамп»                                                                                                  |                                                                                      |
| Лучшая музыка к фильму                   | | • Ханс Циммер за музыку к м/ф «Король Лев»                                           |
| Лучшая музыка к фильму                   | • Эллиот Голденталь — «Интервью с вампиром» (саундтрек)                                                                      |                                                                                      |
| Лучшая музыка к фильму                   | • Джеймс Хорнер — «Легенды осени»                                                                                            |                                                                                      |
| Лучшая музыка к фильму                   | • Марк Айшем — «Нелл» |                                                                                      |
| Лучшая музыка к фильму                   | • Алан Сильвестри — «Форрест Гамп»                                                                                           |                                                                                      |
| Лучшая песня                             | • Can You Feel the Love Tonight — «Король Лев» — музыка: Элтон Джон, слова: Тим Райс                                         | • Can You Feel the Love Tonight — «Король Лев» — музыка: Элтон Джон, слова: Тим Райс |
| Лучшая песня                             | • Circle of Life — «Король Лев» — музыка: Элтон Джон, слова: Тим Райс                                                        |                                                                                      |
| Лучшая песня                             | • Far Longer than Forever — «Принцесса-лебедь» (м/ф) — музыка: Лекс де Азеведо, слова: Лекс де Азеведо, Дэвид Зиппель.       |                                                                                      |
| Лучшая песня                             | • I’ll Remember — «С почестями» — музыка и слова: Патрик Леонард, Мадонна и Ричард Пейдж                                     |                                                                                      |
| Лучшая песня                             | • Look What Love Has Done — «Джуниор» — музыка и слова: Джеймс Ньютон Ховард, Джеймс Ингрэм, Кэрол Байер Сейджер, Пэтти Смит |                                                                                      |
| Лучшая песня                             | • The Color of the Night — «Цвет ночи» — музыка и слова: Лорен Кристи, Джад Фридман, Доминик Фронтир                         |                                                                                      |
| Лучший фильм на иностранном языке        | • Фаринелли-кастрат / Farinelli (Бельгия)                                                                                    | • Фаринелли-кастрат / Farinelli (Бельгия)                                            |
| Лучший фильм на иностранном языке        | • Есть, пить, мужчина, женщина / 饮食男女 (Тайвань)                                                                          |                                                                                      |
| Лучший фильм на иностранном языке        | • Королева Марго / La Reine Margot (Франция)                                                                                 |                                                                                      |
| Лучший фильм на иностранном языке        | • Три цвета: Красный / Trois couleurs: Rouge (Швейцария)                                                                     |                                                                                      |
| Лучший фильм на иностранном языке        | • Жить / 活着 (Гонконг) |                                                                                      |

### Телевизионные награды
| Категории                                                               | Лауреаты и номинанты                                                        | Лауреаты и номинанты                                                     |
| ----------------------------------------------------------------------- | --------------------------------------------------------------------------- | ------------------------------------------------------------------------ |
| Лучший телевизионный сериал (драма)                                     | • Секретные материалы / The X-Files                                         | • Секретные материалы / The X-Files                                      |
| Лучший телевизионный сериал (драма)                                     | • Надежда Чикаго / Chicago Hope                                             |                                                                          |
| Лучший телевизионный сериал (драма)                                     | • Скорая помощь / ER                                                        |                                                                          |
| Лучший телевизионный сериал (драма)                                     | • Полиция Нью-Йорка / NYPD Blue                                             |                                                                          |
| Лучший телевизионный сериал (драма)                                     | • Застава фехтовальщиков / Picket Fences                                    |                                                                          |
| Лучший телевизионный сериал (комедия или мюзикл)                        | • Без ума от тебя / Mad About You                                           | • Без ума от тебя / Mad About You                                        |
| Лучший телевизионный сериал (комедия или мюзикл)                        | • Фрейзер / Frasier                                                         |                                                                          |
| Лучший телевизионный сериал (комедия или мюзикл)                        | • Грейс в огне / Grace Under Fire                                           |                                                                          |
| Лучший телевизионный сериал (комедия или мюзикл)                        | • Большой ремонт / Home Improvement                                         |                                                                          |
| Лучший телевизионный сериал (комедия или мюзикл)                        | • Сайнфелд / Seinfeld                                                       |                                                                          |
| Лучший мини-сериал или телефильм                                        | • Огненный сезон / The Burning Season                                       | • Огненный сезон / The Burning Season                                    |
| Лучший мини-сериал или телефильм                                        | • Фатерлянд / Fatherland                                                    |                                                                          |
| Лучший мини-сериал или телефильм                                        | • Возвращение домой / The Return of the Native                              |                                                                          |
| Лучший мини-сериал или телефильм                                        | • Розуэлл / Roswell                                                         |                                                                          |
| Лучший мини-сериал или телефильм                                        | • Белая миля / White Mile                                                   |                                                                          |
| Лучший актёр в драматическом телесериале                                |                                                                             | • Деннис Франц — «Полиция Нью-Йорка» (за роль детектива Энди Сиповича)   |
| Лучший актёр в драматическом телесериале                                | • Мэнди Патинкин — «Надежда Чикаго» (за роль д-ра Джеффри Гейджера)         |                                                                          |
| Лучший актёр в драматическом телесериале                                | • Джейсон Пристли — «Беверли-Хиллз, 90210» (за роль Брендона Уолша)         |                                                                          |
| Лучший актёр в драматическом телесериале                                | • Том Скерритт — «Застава фехтовальщиков» (за роль шерифа Джимми Брока)     |                                                                          |
| Лучший актёр в драматическом телесериале                                | • Сэм Уотерстон — «Закон и порядок» (за роль Джека Маккоя)                  |                                                                          |
| Лучшая актриса в в драматическом телесериале                            |                                                                             | • Клэр Дэйнс — «Моя так называемая жизнь» (за роль Анжелы Чейз)          |
| Лучшая актриса в в драматическом телесериале                            | • Кэти Бейкер — «Застава фехтовальщиков» (за роль доктора Джилл Брок)       |                                                                          |
| Лучшая актриса в в драматическом телесериале                            | • Анджела Лэнсбери — «Она написала убийство» (за роль Джессики Флетчер)     |                                                                          |
| Лучшая актриса в в драматическом телесериале                            | • Хизер Локлир — «Мелроуз Плейс» (за роль Аманды Вудворд)                   |                                                                          |
| Лучшая актриса в в драматическом телесериале                            | • Джейн Сеймур — «Доктор Куин, женщина-врач» (за роль доктора Микаэлы Куин) |                                                                          |
| Лучшая мужская роль в телесериале (комедия или мюзикл)                  |                                                                             | • Тим Аллен — «Большой ремонт» (за роль Тима Тейлора)                    |
| Лучшая мужская роль в телесериале (комедия или мюзикл)                  | • Келси Греммер — «Фрейзер» (за роль доктора Фрейзера Крэйна)               |                                                                          |
| Лучшая мужская роль в телесериале (комедия или мюзикл)                  | • Крэйг Т. Нельсон — «Тренер» (за роль тренера Хайдена Фокса)               |                                                                          |
| Лучшая мужская роль в телесериале (комедия или мюзикл)                  | • Пол Райзер — «Без ума от тебя» (за роль Пола Бучмана)                     |                                                                          |
| Лучшая мужская роль в телесериале (комедия или мюзикл)                  | • Джерри Сайнфелд — «Сайнфелд» (за роль Джерри Сайнфелда)                   |                                                                          |
| Лучшая мужская роль в телесериале (комедия или мюзикл)                  | • Гарри Шендлинг — «Шоу Ларри Сандерса» (англ.) (за роль Ларри Сандерса)    |                                                                          |
| Лучшая женская роль в телесериале (комедия или мюзикл)                  |                                                                             | • Хелен Хант — «Без ума от тебя» (за роль Джейми Стемпл Бучман)          |
| Лучшая женская роль в телесериале (комедия или мюзикл)                  | • Кэндис Берген — «Мерфи Браун» (за роль Мерфи Браун)                       |                                                                          |
| Лучшая женская роль в телесериале (комедия или мюзикл)                  | • Бретт Батлер — «Грейс в огне» (за роль Грейс Келли)                       |                                                                          |
| Лучшая женская роль в телесериале (комедия или мюзикл)                  | • Эллен Дедженерес — «Эллен» (за роль Эллен Морган)                         |                                                                          |
| Лучшая женская роль в телесериале (комедия или мюзикл)                  | • Патриция Ричардсон — «Большой ремонт» (за роль Джилл Тейлор)              |                                                                          |
| Лучший актёр в мини-сериале или телефильме                              |                                                                             | • Рауль Хулия (посмертно) — «Огненный сезон» (за роль Чико Мендеса)      |
| Лучший актёр в мини-сериале или телефильме                              | • Алан Алда — «Белая миля» (за роль Дэна Катлера)                           |                                                                          |
| Лучший актёр в мини-сериале или телефильме                              | • Джеймс Гарнер — «Уроки дыхания» (за роль Айры Морана)                     |                                                                          |
| Лучший актёр в мини-сериале или телефильме                              | • Рутгер Хауэр — «Фатерлянд» (за роль штурмбаннфюрера СС Ксавьеара Марча)   |                                                                          |
| Лучший актёр в мини-сериале или телефильме                              | • Сэмюэл Л. Джексон — «Спиной к стене» (за роль Джамааля)                   |                                                                          |
| Лучшая актриса в мини-сериале или телефильме                            | Джоан Вудвард в 1960 году                                                   | • Джоан Вудвард — «Уроки дыхания» (за роль Мэгги Моран)                  |
| Лучшая актриса в мини-сериале или телефильме                            | Джоан Вудвард в 1960 году                                                   | • Кёрсти Элли — «Мать Дэвида» (за роль Салли Гудсон)                     |
| Лучшая актриса в мини-сериале или телефильме                            | Джоан Вудвард в 1960 году                                                   | • Ирен Бедард — «Женщина племени лакота» (англ.) (за роль Мэри Кроу Дог) |
| Лучшая актриса в мини-сериале или телефильме                            | Джоан Вудвард в 1960 году                                                   | • Дайан Китон — «Последний полёт Амелии Эрхарт» (за роль Амелии Эрхарт)  |
| Лучшая актриса в мини-сериале или телефильме                            | Джоан Вудвард в 1960 году                                                   | • Дайана Росс — «Out of Darkness» (за роль Поли Купер)                   |
| Лучший актёр второго плана в телесериале, мини-сериале или телефильме   |                                                                             | • Эдвард Джеймс Олмос — «Огненный сезон» (за роль Вилсона Пенейру)       |
| Лучший актёр второго плана в телесериале, мини-сериале или телефильме   | • Джейсон Александер — «Сайнфелд» (за роль Джорджа Костанзы)                |                                                                          |
| Лучший актёр второго плана в телесериале, мини-сериале или телефильме   | • Файвуш Финкель — «Застава фехтовальщиков» (за роль Дугласа Вамбаха)       |                                                                          |
| Лучший актёр второго плана в телесериале, мини-сериале или телефильме   | • Дэвид Хайд Пирс — «Фрейзер» (за роль доктора Нильса Крэйна)               |                                                                          |
| Лучший актёр второго плана в телесериале, мини-сериале или телефильме   | • Джон Малкович — «Сердце во тьме» (за роль Куртца)                         |                                                                          |
| Лучшая актриса второго плана в телесериале, мини-сериале или телефильме |                                                                             | • Миранда Ричардсон — «Фатерлянд» (за роль Чарли Магуайр)                |
| Лучшая актриса второго плана в телесериале, мини-сериале или телефильме | • Сония Брага — «Огненный сезон» (за роль Реджины де Карвальо)              |                                                                          |
| Лучшая актриса второго плана в телесериале, мини-сериале или телефильме | • Тайн Дейли — «Кристи» (англ.) (за роль Элис Хендерсон)                    |                                                                          |
| Лучшая актриса второго плана в телесериале, мини-сериале или телефильме | • Джейн Ливз — «Фрейзер» (за роль Дафны Мун)                                |                                                                          |
| Лучшая актриса второго плана в телесериале, мини-сериале или телефильме | • Лора Лейтон — «Мелроуз Плейс» (за роль Сидни Эндрюс)                      |                                                                          |
| Лучшая актриса второго плана в телесериале, мини-сериале или телефильме | • Джулия Луи-Дрейфус — «Сайнфелд» (за роль Элейн Бенес)                     |                                                                          |
| Лучшая актриса второго плана в телесериале, мини-сериале или телефильме | • Лори Меткалф — «Розанна» (за роль Джеки Харрис)                           |                                                                          |
| Лучшая актриса второго плана в телесериале, мини-сериале или телефильме | • Ли Тейлор-Янг — «Застава фехтовальщиков» (за роль Рэйчел Харрис)          |                                                                          |
| Лучшая актриса второго плана в телесериале, мини-сериале или телефильме | • Лиз Торрес — «Шоу Джона Ларрокетта» (англ.) (за роль Махалии Санчес)      |                                                                          |

### Специальные награды
| Награда                                                     | Лауреаты   | Лауреаты                                                            |
| ----------------------------------------------------------- | ---------- | ------------------------------------------------------------------- |
| Премия Сесиля Б. Де Милля (Награда за вклад в кинематограф) | Софи Лорен | • Софи Лорен                                                        |
| Мистер «Золотой глобус» 1995 (Символическая награда)        |            | • Джон Кларк Гейбл (сын актёра Кларка Гейбла и актрисы Кэй Уильямс) |